# Biatlon
Biatlon generalno je termin kojim se označava sport koji se sastoji od dve discipline - kombinovane. Biatlon, se međutim najčešće koristi da označi zimski sport koji kombinuje "cross-country" skijaško trčanje i gađanje iz puške. Postoji i letnja varijanta koja kombinuje gađanje sa trčanjem kao i ona koja kombinuje gađanje sa trčanjem na roler-skijama.
Sport je naročito popularan u svojoj domovini - Norveškoj ali i u Nemačkoj i Rusiji, za koju se procenjuje da u klupskom takmičenju učestvuje čak oko milion biatlonaca.

## Kratka istorija
Sport vodi poreklo iz obuke norveških vojnika. Prvo poznato takmičenje je zabeleženo 1767. među graničnim patrolama. Postepeno se širio Skandinavijom najpre kao oblik vojničke obuke.
Savremeni biatlon je civilna varijanta stare vojne kombinovane vežbe. U Norveškoj, biatlon je do 1984. bio ogranak Det frivillige Skyttervesen, organizacije koju je osnovala vlada da promoviše civilno streljaštvo kao podršku nacionalnoj odbrani. Na norveškom, biatlon se zove skiskyting (bukvalno skijaško gađanje). U Norveškoj još uvek postoje posebna takmičenja u skifeltskyting, trci na 12 km sa gađanjem iz puške velikog kalibra u različite mete nepoznatog dometa
Pod imenom "vojnička patrola", kombinacija skijaškog trčanja i pucanja je prvi put takmičarski uvedena na Zimskim olimpijskim igrama 1924, a zatim kao demonstracija na igrama 1928, 1936. i 1948, ali nije dobio status olimpijskog sporta, obzirom da su postojale nesuglasice o pravilima. Sredinom 1950-ih, biatlon se širio kao takmičarski sport u Švedskoj i Rusiji i dobijao na popularnosti među gledaocima. Zahvaljujući širenju popularnosti vraćen je na OI i postao jedan od prestižnijih sportova, naročito u disciplini štafeta.
Prvo svetsko prvenstvo u biatlonu održalo se 1958. u Austriji, a 1960. je postao stalni sport na ZOI. Na ZOI 1992. u Albertvilu, po prvi put su se i žene takmičile.
Na takmičenjima od 1958. do 1965, korišćena je municija jakog punjenja (.30-06, 7,62mm NATO) da bi .22LR punjenje bilo standardizovano od 1978. Najpre je municija nošena na opasačima, a takmičenje se odvijalo trčanjem na 20 km, pojedinačno, sa četiri gađanja na metama na udaljenosti od 100m, 150m, 200m i 250m. Od 1966. rastojanje do mete je smanjeno na 150m, a uvedena je i disciplina štafete. Sledeća promena je bila smanjenje razdaljine na 50m - 1978, a mehaničke mete su uvedene 1980 na ZOI u Lejk Plesidu. Najnovije, elektronske mete (po izgledu imitacija mehaničkih) se sada koriste na važnijim takmičenjima, Svetski kup, Svetsko prvenstvo i ZOI. Mete sa kompjuterski nadgledanim senzorima su povoljnije ne samo iz razloga što je potrebno manje sudija, već i za potrebe živih TV prenosa.

## Upravljačka tela
1948, Union Internationale de Pentathlon Moderne et Biathlon (UIPMB) je osnovan, sa ciljem standardizacije pravila biatlona i modernog pentatlona. 1993, biatlonska "grana" UIPMB-a oformila je International Biathlon Union (IBU), koji se zvanično odvojio 1998.
Predsednici UIPMB/IBU:
- 1948-1949: Tom Viborn (Švedska)
- 1949-1960: Gustav Dirsen (Švedska)
- 1960-1988: Sven Tofelt, (Švedska)
- 1988-1992: Igor Dimitrijevič Novikov (SSSR/Rusija)
- Od 1992: Anders Beseberg (Norveška)
- Od 2018: Ole Dahlin (Švedska)[8]

## Takmičenja
Osim na ZOI i Svetskom prvenstvu, takmičenja se odvijaju i kao Svetski kup (BWC) koji traje preko cele zime, sa Božićnom (svakako po gregorijanskom kalendaru) i pauzom za svetsko prvenstvo ili ZOI. Trke se odvijaju tokom cele sedmice, a obično se one atraktivnije (masovni start i štafeta) ostavljaju za vikende. Cele sezone se prikupljaju bodovi koji se zbrajaju na kraju.
- Biatlon na ZOI
- Svetska prvenstva u biatlonu
- Svetski kup u biatlonu

## Pravila i oprema
Kompletna pravila uređena su u zvaničnom pravilniku IBU-a (vidi Spoljašnje veze, ispod). Ipak, opisi dati u sižeu pojedinih disciplina, dati dole, dovoljni su za prosečnog gledaoca.

### Osnovni koncepti
Ukratko, biatlonsko takmičenje se sastoji od trčanja na skijama i koje je ispresecano gađanjem u 2 ili 4 navrata, pola iz ležećeg a pola iz stojećeg položaja. Zavisno od rezultata gađanja, takmičarima se dodaju kaznene sekunde ili moraju trčati kazneni krug, za svaku od promašenih meta. Kao i u svim trkama, za pobedu je potrebno najkraće vreme.
Svako gađanje ima 5 meta koje je potrebno pogoditi, svaka promašena meta, zavisno od discipline, "donosi": 
- kazneni krug - dodatno trčanje na 150m, za koji je obično potrebno 20-30 sekundi vrhunskim takmičarima (zavisno od uslova, kvaliteta snega itd.),
- dodavanje vremena - od 1 minuta na vreme trčanja (pravilo je staro, iz vremena kada se sporije trčalo, pa se može smatrati prestrogim u odnosu na trčanje dodatnog kruga) ili
- dodatno pucanje, kako bi se oborile preostale mete, moguća su samo 3 dodatna metka, koja se moraju ručno puniti, jedan po jedan što takođe oduzima vreme. Ukoliko i tada ima nepogođenih meta trči se kazneni krug.

Duž staze mere se i prolazna vremena, kao i posle gađanja. U disciplini sprint, to je naročito važno, obzirom da takmičari ne kreću u isto vreme već na 30 sekundi razmaka, a najmanje je važno kod "potere" i masovnog starta.

### Skijaško trčanje
Biatlon dopušta trčanje bilo kojom tehnikom, što znači da se u pravilu koristi slobodni stil, koji je najbrži. Nije dopuštena druga oprema osim skija i štapova. Minimalna dužina skija je visina takmičara umanjena za 4cm.

### Gađanje
Takmičari nose, na ramenima, sve vreme trke pušku težine 3,5kg. Puška je malog kalibra i koristi municiju .22 LR i ručno se repetira.
Razdaljina do mete je 50m ili 164 stope. Mete su kružnog oblika i ima ih 5. Kada se gađa iz ležećeg stava, meta je prečnika 45mm ili 1,7 cola, a iz stojećeg stava 115mm ili 4,5 cola. Međutim gađanje se odvija na istoj meti tako što se prilikom gađanja iz ležećeg stava unutrašnji krug, manjeg prečnika, fizički odvaja (uvlači) i jedino je on tada aktivan, dok se za gađanje u stojećem stavu krugovi spoje.

## Discipline biatlona

### Pojedinačno takmičenje
Trka duga 20 km (15 km za žene) je najstarija disciplina. Gađa se 4 puta naizmenično u ležećem i stojećem stavu, ukupno 20 meta. Svaki promašaj donosi dodatno vreme, obično 1 minut, koje se dodaje na vreme trčanja. Takmičari počinju trku uobičajeno na 30 sekundi razmaka.

### Sprint
Sprint je 10 km dug za muškarce a 7,5 km za žene. Gađa se dva puta najpre iz ležećeg pa iz stojećeg stava, ukupno 10 meta. Svaki promašaj donosi kazneni krug trčanja od 150m. I ovde takmičari počinju trku pojedinačno u vremenskim razmacima.

### Potera
U poteri takmičari počinju po plasmanu iz prethodne trke, u vremenskom razmaku tog vremena, zaokruženog na celu sekundu. Dakle, takmičar kreće sa toliko vremenskog zaostatka za prvim, koliko je u prethodnoj trci kasnio na cilju. Prethodna trka je uobičajeno sprint. Pobednik je onaj ko prvi stigne na cilj. Dužina staze je 12,5 km za muškarce, odnosno 10 km za žene. Gađa se 4 puta ali prva dva gađanja su ležeća a poslednja dva iz stojećeg stava. Za svaki promašaj se trči dodatnih 150 m u kaznenom krugu. Kako ne bi bilo gužve na stazi i na gađanju, po pravilima svetskog kupa, učestvuje samo 60 prvoplasiranih iz prethodne trke. Mesto na gađalištu je po redosledu stizanja do meta.

### Masovni start
Masovni start, znači da svi takmičari kreću u isto vreme. Staza je duga 15 km (12.5 km za žene), četiri su gađanja (2 ležeća pa 2 stojeća). Prvo se gađa na meti sa startnim brojem takmičara, a ostala gađanja su po redosledu dolaska na mete. Kao i u sprintu, kazneni krug je 150 m za svaku promašenu metu. Po pravilima Svetskog kupa, učestvuje samo 30 takmičara (upola manje od potere jer kreću svi u isto vreme).

### Štafeta
Tim se sastoji od 4 takmičara, od kojih svaki trči 7,5 km (muškarci) ili 6 km (žene), sa dva gađanja; jedno u ležećem i jedno u stojećem stavu. Za svako gađanje (5 meta) takmičar ima 8 metaka, od kojih 5 idu u šaržer, a preostala tri (ukoliko budu potrebni) moraju se ručno napuniti. Ukoliko i posle ispucanih 8 metaka, ima nepogođenih meta, trči se kazneni krug od po 150 m za svaku. Prvi trkači svih timova kreću u isto vreme, a svaki sledeći, zavisno od toga kojim redom njegov prethodnik iz tima stigne na mesto predaje štafeta. Predaja se vrši dodirivanjem, na bilo kom mestu na telu, u "zoni" predaje dugoj 50 metara. Predaju nadgledaju posebne sudije. Prvo gađanje, prvog takmičara je na meti koja odgovara startnom broju. Drugo gađanje prvog i sva gađanja preostalih takmičara u timu, odvijaju se na metama po redosledu stizanja na gađanje.

### Mešovita štafeta
Najmlađa je disciplina biatlona, ima ista pravila kao štafeta ali je sastav timova mešovitog sastava - dva muškarca i dve žene. Prvo trče žene 2 x 6 km, a zatim muškarci 2 x 7,5 km, a pravila gađanja su ista.

### Tim (ukinuto)
U timskom su takmičenju nastupala po 4 takmičara u svakom timu ali su započinjali trku istovremeno. Dva člana tima gađaju iz ležećeg a dva iz stojećeg stava. Ukoliko promaše - dva člana tima koja ne pucaju, odrađuju kaznene krugove od po 150m. Tim mora ući na gađalište u isto vreme a kroz cilj proći najviše u 15 sekundi razmaka inače se dobija kazneni minut na postignuti vreme. Od 2004, ova disciplina je ukinuta na nivou Svetskog kupa.

## Mesta takmičenja
U Svetskom kupu i šampionatu, trke se održavaju, po tradiciji, u istim mestima. Drugi razlog je nivo opremljenosti koje ta mesta imaju što se tiče funkcionisanja strelišta.
| Zemlja    | Glavna takmičenja  | Glavna takmičenja  | Glavna takmičenja             | Glavna takmičenja   |
| --------- | ------------------ | ------------------ | ----------------------------- | ------------------- |
| Austrija  | Hohfilcen          | Saalfelden         | Saalfelden                    | Saalfelden          |
| Kanada    | Kenmur             | Valkartije         | Valkartije                    | Valkartije          |
| Finska    | Kontiolahti        | Kuusamo            | Lahti                         | Lahti               |
| Nemačka   | Oberhof            | Ruhpolding         | Veltins-Arena*                | Veltins-Arena*      |
| Italija   | Antholc-Anterselva | Ćezana-San Sikario | Ćezana-San Sikario            | Ćezana-San Sikario  |
| Norveška  | Beitostelen        | Holmenkolen        | Lilehamer                     | Lilehamer           |
| Rusija    | Kanti-Mansijsk     | Novosibirsk        | Novosibirsk                   | Novosibirsk         |
| Slovačka  | Brezno             | Brezno             | Brezno                        | Brezno              |
| Slovenija | Pokljuka           | Pokljuka           | Pokljuka                      | Pokljuka            |
| Švedska   | Estersund          | Estersund          | Estersund                     | Estersund           |
| SAD       | Fort Kent, Mejn    | Presk Ajl, Mejn    | Lejk Plesid, Njujork (država) | Soldžer Holou, Juta |

## Druge varijante biatlona
Dve uobičajene varijante su letnji biatlon, gde je skijanje zamenjeno trčanjem i streličarski biatlon ili skijaško streličarstvo, gde je puška zamenjena lukom. Takođe, postoji i takmičenje leti, na roler-skijama, na mountain bajkovima i biatlon sa orijentacionim trčanjem. Primitivni biatlon koristi cipele za sneg.

## Literatura
- Nordvall, Michael (2017). Two Skis and a Rifle: An Introduction to Biathlon. Michael P Nordvall.
- „Infront, BMW Germany Renew Partnership For IBU, IBSF, FIL Events”. Sports Business Journal. 18. 10. 2017. Приступљено 3. 12. 2020.
- „World Cup Biathlon Victories: How Many for Ole?”. International Biathlon Union. 3. 12. 2015. Архивирано из оригинала 8. 12. 2015. г. Приступљено 15. 3. 2016.
- „Records Men | Real Biathlon”. RealBiathlon.com. Архивирано из оригинала 2. 1. 2016. г. Приступљено 17. 3. 2015.
- „Records Women | Real Biathlon”. RealBiathlon.com. Архивирано из оригинала 20. 02. 2020. г. Приступљено 17. 3. 2015.

## Spoljašnje veze
Медији везани за чланак Biatlon на Викимедијиној остави

- Event & Competition Rules Authorized by the IBU Congress, June 1998 - Zvanična knjiga pravila, sa aneksima (језик: енглески)
- Biathlonworld.Com - Rezultati, TV program, i drugo. (језик: енглески)
- Biatlon Kanada(језик: енглески)
- Biatlon Alberta(језик: енглески)
- Biatlon Savez SAD(језик: енглески)
- Biatlon Streličarstvo SAD(језик: енглески)
- Istorija biatlona(језик: енглески)
- Veltins Biatlon Svetski izazov(језик: енглески)
- Biatlon na DVD-u(језик: енглески)
- Biatlon Ukrajina(језик: енглески)